# Муниципальное образование «Половинка»
Муниципальное образование «Половинка» — муниципальное образование со статусом сельского поселения в 
Баяндаевском районе Иркутской области России. Административный центр — Половинка.

## Демография
По результатам Всероссийской переписи населения 2010 года 
численность населения муниципального образования составила 878 человек, в том числе 451 мужчина и 427 женщин.

## Населенные пункты
В состав муниципального образования входят населенные пункты
- Половинка
- Зангут
- Маяк
- Улан
- Шаманка[2]